# Élections municipales de 2002 en Chaudière-Appalaches
Les élections municipales québécoises de 2002 se déroulent le 3 novembre 2002. Elles permettent d'élire les maires et les conseillers de chacune des municipalités locales du Québec, ainsi que les préfets de quelques municipalités régionales de comté.

## Chaudière-Appalaches

### Beauceville
| Poste/District             | Élu                | Type d'élection |
| -------------------------- | ------------------ | --------------- |
| Maire                      | H.-Marcel Veilleux | Sans opposition |
| Taux de participation: n/a |                    |                 |

### Beaumont
| Poste/District             | Élu           | Type d'élection |
| -------------------------- | ------------- | --------------- |
| Maire                      | Réal Lapierre | Sans opposition |
| Taux de participation: n/a |               |                 |

### Laurier-Station
| Poste/District              | Élu              | Type d'élection |
| --------------------------- | ---------------- | --------------- |
| Maire                       | Gérald Laganière | Scrutin         |
| Taux de participation: 61 % |                  |                 |

### Saint-Aubert
| Poste/District              | Élu              | Type d'élection |
| --------------------------- | ---------------- | --------------- |
| Maire                       | Daniel St-Pierre | Scrutin         |
| Taux de participation: 45 % |                  |                 |

### Saint-Elzéar
| Poste/District             | Élu            | Type d'élection |
| -------------------------- | -------------- | --------------- |
| Maire                      | Richard Lehoux | Sans opposition |
| Taux de participation: n/a |                |                 |

### Saint-François-de-la-Rivière-du-Sud
| Poste/District             | Élu           | Type d'élection |
| -------------------------- | ------------- | --------------- |
| Maire                      | Norbert Morin | Sans opposition |
| Taux de participation: n/a |               |                 |

### Saint-Frédéric
| Poste/District             | Élu         | Type d'élection |
| -------------------------- | ----------- | --------------- |
| Maire                      | Henri Gagné | Sans opposition |
| Taux de participation: n/a |             |                 |

### Saint-Joseph-de-Beauce
| Poste/District             | Élu           | Type d'élection |
| -------------------------- | ------------- | --------------- |
| Maire                      | André Spénard | Sans opposition |
| Taux de participation: n/a |               |                 |

### Saint-Narcisse-de-Beaurivage
| Poste/District             | Élu        | Type d'élection |
| -------------------------- | ---------- | --------------- |
| Maire                      | Denis Dion | Sans opposition |
| Taux de participation: n/a |            |                 |

### Saint-Pamphile
| Poste/District             | Élu             | Type d'élection |
| -------------------------- | --------------- | --------------- |
| Maire                      | Réal Laverdière | Sans opposition |
| Taux de participation: n/a |                 |                 |

### Saint-Patrice-de-Beaurivage
| Poste/District             | Élu            | Type d'élection |
| -------------------------- | -------------- | --------------- |
| Maire                      | Marlène Demers | Sans opposition |
| Taux de participation: n/a |                |                 |

### Saint-Zacharie
| Poste/District              | Élu        | Type d'élection |
| --------------------------- | ---------- | --------------- |
| Maire                       | Yvon Morin | Scrutin         |
| Taux de participation: 65 % |            |                 |

### Sainte-Agathe-de-Lotbinière
| Poste/District             | Élu            | Type d'élection |
| -------------------------- | -------------- | --------------- |
| Maire                      | Lise Thivierge | Sans opposition |
| Taux de participation: n/a |                |                 |

### Sainte-Claire
| Poste/District             | Élu             | Type d'élection |
| -------------------------- | --------------- | --------------- |
| Maire                      | Fernand Fortier | Sans opposition |
| Taux de participation: n/a |                 |                 |

### Sainte-Clotilde-de-Beauce
| Poste/District             | Élu             | Type d'élection |
| -------------------------- | --------------- | --------------- |
| Maire                      | Jacques Lussier | Sans opposition |
| Taux de participation: n/a |                 |                 |

### Sainte-Marguerite
| Poste/District              | Élu                 | Type d'élection |
| --------------------------- | ------------------- | --------------- |
| Maire                       | Pierre-Paul Lacasse | Scrutin         |
| Taux de participation: 60 % |                     |                 |

### Sainte-Marie
| Poste/District              | Élu         | Type d'élection |
| --------------------------- | ----------- | --------------- |
| Maire                       | Harold Guay | Scrutin         |
| Taux de participation: 50 % |             |                 |

### Scott
| Poste/District             | Élu           | Type d'élection |
| -------------------------- | ------------- | --------------- |
| Maire                      | Edgard Demers | Sans opposition |
| Taux de participation: n/a |               |                 |

### Tourville
| Poste/District             | Élu           | Type d'élection |
| -------------------------- | ------------- | --------------- |
| Maire                      | Raymond Caron | Sans opposition |
| Taux de participation: n/a |               |                 |